# 会社分割
会社分割（かいしゃぶんかつ）とは、企業組織再編の手法の一つで、既存の会社（分割会社）を他の既存の会社（承継会社）または新設する会社（設立会社）に分割するもの。
大陸法系諸国には同様の制度を有している国が多い。

## 概要
会社分割は、企業の不採算部門の切り離しや、異なる企業の同一部門をお互いに分離・統合しスケールメリットを求める場合、あるいは持株会社化の際などに行われ、法人の事業部門の全部又は一部を、既存法人や新設法人に移転することとなる。

## 会社分割の種類

### 吸収分割・新設分割
吸収分割とは、既存の会社が、その事業に関して有する権利・義務の全部又は一部を分割して他の既存の会社に承継させる会社分割をいう。
新設分割とは、既存の会社が、その事業に関して有する権利・義務の全部又は一部を分割により設立する会社に承継させる会社分割をいう。

### 物的分割・人的分割
物的分割とは、分割会社に対して承継会社や設立会社から対価が交付される会社分割をいう。
人的分割とは、分割会社の株主や社員に対して承継会社や設立会社から対価が交付される会社分割をいう。
物的分割と人的分割の混合形態として中間型分割がある。なお、分割会社が分割後に解散する消滅分割を採用している国もある。
これらの会社分割の形態はすべての国に存在するわけではない。2006年（平成18年）改正前の日本の商法では物的分割も人的分割も認められていたが、2006年（平成18年）5月1日施行の会社法の会社分割制度では、物的分割のみを規定している。なお、日本の会社法でも全部取得条項付種類株式の取得や剰余金の配当を組み合わせることで人的分割と同様の結果を生じさせることができる。

### 単独分割・共同分割
単独分割とは、分割会社が一社のみである会社分割をいう。共同分割とは、分割会社が二社以上によって共同で行われる会社分割をいう。

### 交付金分割
交付金分割とは、承継会社からの分割対価として金銭のみが交付されるものをいう。

### 三角分割
三角分割とは、承継会社からの分割対価として親会社の株式が交付されるものをいう。

### 無対価分割
無対価分割とは、吸収分割のうち、分割会社に対して事業の全部または一部に対する金銭等が交付されないものをいう。

## EU加盟国における会社分割
1982年の欧州連合（EU）による「物的会社の会社分割に関する第6指令」では、消滅分割と人的分割のみが規定されており、物的分割は規定されていない。ただし、具体的な法律は各国に委ねられている。

### フランスにおける会社分割
フランス法には物的分割の制度として会社の部分分離の制度がある。また、会社分割とともに従来の分割会社が解散する消滅分割の制度も採用されている。

### ドイツにおける会社分割
ドイツ法には物的分割の制度として会社の分離の制度がある。

## 日本における会社分割
日本では2001年（平成13年）4月1日に当時の商法で導入された。導入以前からあった営業譲渡（会社法に移行後は事業譲渡）と比較して、会社分割はその手法が明確になされているために、用途自体は限定的である一方で分社化に際しての透明性が高いうえに手続きが簡素である。それゆえ、会社分割制度導入以後の分社化では、会社分割が用いられるケースが多い。
商法では物的分割も人的分割も認めていたが、2006年（平成18年）5月1日施行の会社法では人的分割を会社法上の会社分割の対象から外し、物的分割のみを規定している。人的分割と同様の結果を生じさせるには、会社分割と同時に全部取得条項付種類株式の取得対価や剰余金の配当として承継会社や設立会社の株式を交付することによって実現できる。なお、日本の会社法では消滅分割も規定されていない。
吸収分割とは株式会社又は合同会社がその事業に関して有する権利義務の全部又は一部を分割後他の会社に承継させることをいう（会社法2条 29号）。新設分割とは一又は二以上の株式会社又は合同会社がその事業に関して有する権利義務の全部又は一部を分割により設立する会社に承継させることをいう(会社法2条 30号)。

### 吸収分割の手続

#### 契約
吸収分割をする会社は、当該会社がその事業に関して有する権利義務の全部又は一部を当該会社から承継する会社との間で、吸収分割契約を締結しなければならない(会社法757条)。

#### 承認
原則として、吸収分割株式会社は、効力発生日の前日までに、株主総会の決議によって、吸収分割契約の承認を受けなければならない（会社法783条1項）。その株主総会の決議は、当該株主総会において議決権を行使することができる株主の議決権の過半数（三分の一以上の割合を定款で定めた場合にあっては、その割合以上）を有する株主が出席し、出席した当該株主の議決権の三分の二（これを上回る割合を定款で定めた場合にあっては、その割合）以上に当たる多数をもって行わなければならない（会社法309条2項12号）。
- 吸収分割契約契約の備置き及び閲覧(会社法782条)
- 吸収分割株式会社の債権者の異議(会社法789条)

吸収分割株式会社の債権者は、吸収分割契約の取決めにより、吸収分割後に吸収分割株式会社に対して債務の履行を請求することができない場合は、吸収分割株式会社に対し、吸収分割について異議を述べることができる。
原則として、吸収分割承継株式会社は、効力発生日の前日までに、株主総会の決議によって、吸収分割契約の承認を受けなければならない（会社法795条1項）。その株主総会の決議は、当該株主総会において議決権を行使することができる株主の議決権の過半数（三分の一以上の割合を定款で定めた場合にあっては、その割合以上）を有する株主が出席し、出席した当該株主の議決権の三分の二（これを上回る割合を定款で定めた場合にあっては、その割合）以上に当たる多数をもって行わなければならない（会社法309条2項12号）。
- 吸収分割又は株式交換に関する書面等の備置き及び閲覧等(会社法791条)
- 吸収分割に関する書面等の備置き及び閲覧等（会社法794条）

吸収分割承継株式会社の株主及び債権者は、請求することが出来る。
- 吸収分割承継株式会社の債権者の異議(会社法799条1項2号)

吸収分割承継株式会社の債権者は、吸収分割承継株式会社に対し、吸収分割について異議を述べることができる。
なお、吸収分割のうち、吸収分割契約において758条第八号又は第760条第七号に掲げる事項を定めたものであって、吸収分割会社が当該事項についての定めに従い吸収型再編対価の全部を当該吸収分割会社の株主に対して交付するものを分割型吸収分割という（会社計算規則第2条）。

### 新設分割の手続

#### 計画
新設分割をする会社は、新設分割計画を作成しなければならない(会社法762条)。

#### 承認
新設分割株式会社は、株主総会の決議によって、新設分割計画の承認を受けなければならない（会社法804条1項）。その株主総会の決議は、当該株主総会において議決権を行使することができる株主の議決権の過半数（三分の一以上の割合を定款で定めた場合にあっては、その割合以上）を有する株主が出席し、出席した当該株主の議決権の三分の二（これを上回る割合を定款で定めた場合にあっては、その割合）以上に当たる多数をもって行わなければならない（会社法309条2項12号）。
- 新設分割株式会社の債権者の異議（会社法810条）

新設分割株式会社が、公告を、官報のほか、電子公告によりするときでも、不法行為によって生じた債権者に対しては、各別の催告をすることを要する。

### 税務上の取扱い

#### 分割型分割と分社型分割
税務上は、人的分割を分割型分割、物的分割を分社型分割と呼ぶ。両者の大きな相違点は、前者においては分割の時点で分割承継法人に移転する利益積立金額の確定を要するため分割法人の事業年度が分断されるが、後者の場合は分割法人の事業年度は継続する。分割型分割は合併と、分社型分割は現物出資と類似している。

#### 非適格分割と適格分割
分割には、資産負債の移転が伴うが、法人税法は、原則的に、これを時価により移転するものと考えて取扱う。これは、一般的には非適格分割とよばれる。非適格分割により含み益のある資産（例えば、土地や有価証券）が移転する場合には、まず、分割法人において資産の譲渡益課税が生じ、また、分割法人の株主についてもみなし配当課税や譲渡益課税が生じうる。
一方、移転前後で経済的な実体が変わらないような一定の基準を満たす分割は、例外的に適格分割と呼ばれ、移転資産の簿価による引継ぎを行うことにより課税関係が生じない仕組みが採られている。
なお、適格分割型分割のうち、分割承継法人に資産負債を移転後、直ちに分割法人が解散するスキームは適格合併に似ており、これを特に合併類似適格分割型分割とよぶ。

### 会社分割と会社法22条1項類推適用
最高裁は、ゴルフ場運営を承継会社に会社分割させた事案で、承継会社が存続会社のゴルフクラブの名称を引き続き使用している場合において、分割契約上存続会社のゴルフ会員権預託金返還債務を承継していないにもかかわらず、事業譲渡の商号を使用した譲受会社の責任を規定した会社法22条1項を類推適用し、承継会社に優先利用権を遅滞なく拒否するなど特段の事情のない限り、承継会社に預託金返還義務を認めた（最判平成20年6月10日）。
存続会社の事業をほぼ承継会社に承継させ、存続会社にほとんど財産が残らないのに存続会社に債務が引き続き残る場合には債権者保護手続の対象にならないことから、この場合に、存続会社の債権者に一定の救済の余地を与えうるものとして注目される。

### 問題点
会社分割制度を悪用し、架空会社を設立した上で分割し、詐欺集団や、出会い系サイトなどの犯罪組織を会社組織化した企業を設立させる例があり、電磁的公正証書原本不実記録・同供用容疑で逮捕者が出ている。

## 米国における会社分割
米国には大陸法系諸国にあるような一般承継を行う会社分割の制度は存在しない。会社を分割するときは移転先の会社に対して資産や負債を事業譲渡した上でスピンオフ、スプリットオフ、スプリットアップなどの手法がとられる。

## 会社分割の事例
みずほ銀行・みずほコーポレート銀行
会社分割制度導入の背景には、財界の強い要望があった。これは、2002年以降、第一勧業銀行と富士銀行（普通銀行）・日本興業銀行（長期信用銀行）をみずほ銀行・みずほコーポレート銀行に再編するにあたり、その規模および社会的影響から、事業譲渡よりも会社分割を行うほうが望ましいと判断されたことによる。加えて、当時の法律上、普通銀行同士、あるいは長期信用銀行同士での合併・会社分割・事業譲渡は可能ではあったが、第一勧銀・富士と興銀の場合、合併は可能だが、会社分割や事業譲渡は不可能であったため、以下のスキームで再編がなされている。
まず、2002年1月8日付で「みずほ統合準備銀行」という長期信用銀行を設立して免許を取得、興銀はコンシューマーバンキング業務を統合準備銀に吸収分割させ、コーポレートバンキング業務のみとなる。統合準備銀は、免許こそ長期信用銀行扱いだが、扱う業務はコンシューマーバンキングのみであるから、実体は普通銀行である。
同年4月1日、第一勧銀がコーポレートバンキング業務を富士に、富士のコンシューマーバンキング業務は第一勧銀に事業交換する形で吸収分割。第一勧銀は統合準備銀を吸収合併して「みずほ銀行」、富士は興銀を吸収合併して「みずほコーポレート銀行」にそれぞれ商号変更、コンシューマーとコーポレートの機能別二眼レフ体制が始まった。
2013年7月1日付で、みずほコーポレート銀行がみずほ銀行を吸収合併。新たに「みずほ銀行」となり、機能別二眼レフ体制は終わりを告げた。みずほコーポレート銀が存続会社となるため、旧富士銀の法人格を以降のみずほ銀行が継承する形となった。
モビット
実質的な経営権の移動に伴い、2013年末頃に公式発表、2014年2月実施。カードローン事業は譲受先である三菱東京UFJ銀行の同部門と統廃合を実施、新ブランド「バンクイック（BANQUICK）」として再出発。
安田信託銀行
1990年代後半、経営危機に陥った安田信託銀行は、1999年に収益性の高い法人部門や年金部門などを分割して、第一勧業富士信託銀行へ営業譲渡した。
なお、その後の再編に伴って、2003年にみずほグループの信託分野はすべて統合され、みずほ信託銀行に名実共に一本化されている（法人格上は、安田信託銀行から改称したみずほアセット信託銀行が、旧みずほ信託銀行を吸収合併して改称）。
岩田屋三越
2010年実施。詳細はこちらを参照。
あさひ銀行
協和銀行と埼玉銀行が合併し協和埼玉銀行が誕生、さらに行名をあさひ銀行と変更したが、あさひは会社分割で旧埼玉を切り出して埼玉りそな銀行を設立、残ったあさひ(=実質的には協和)がりそな銀行と統合した。
新日鉄興和不動産
旧会社・興銀不動産が2003年に実施。旧会社は清算会社に移行され解散。2007年に存続会社・旧新日鉄都市開発により旧日鉄鋼管の不動産事業分割移譲でも同様の手法で実施。
アルナ工機
阪急電鉄（旧社、現阪急阪神ホールディングス）を母体として設立した車両系メーカー。2002年に実施した会社分割では車両部門のアルナ車両（グループ残留）、輸送機器用品部門のアルナ輸送機部品（のち川崎重工系に）、特殊車両（アルミバン）部門のアルナ矢野特車（同業中堅の矢野特殊自動車へ売却）の3社にそれぞれ解体した。
ペティオ
2016年に母体企業・ヤマヒサ（住宅設備用品メーカー）が旧ペットケア事業部を分社。尚、このことに伴い減資を実施。
コミックス・ウェーブ
2006年度末にMBOを伴う会社分割を実施。第二会社として新設された企業に、新海誠が参加したアニメ系コンテンツ制作会社である現コミックス・ウェーブ・フィルムや、アダルトゲームブランド『minori』がある。
アートコーヒー
2008年頃の経営危機時に、窓口商社・三菱商事の支援を受け、会社分割を実施。その後は創業の翌々年に参入した喫茶店事業をアートカフェとして分社、ゼンショーグループに身売り。
ブルーハイウェイライン
2000年に大阪-志布志フェリー航路事業をブルーハイウェイライン西日本に、2001年に大洗-苫小牧フェリー航路事業と貨物船事業を商船三井フェリーに分社。残る東京-那智勝浦-高知航路を2001年10月に廃止し清算された。
その後2023年には商船三井フェリーがブルーハイウェイライン西日本の後身となるフェリーさんふらわあを合併し「商船三井さんふらわあ」として再統合している。